# Natig Aliyev
Natig Aghaami oglu Aliyev (en azerí: Natiq Ağaəmi oğlu Əliyev; Bakú, 23 de noviembre de 1947 – Estambul, 9 de junio de 2017) fue político azerbaiyano, Ministro de Energía de la República de Azerbaiyán en los años 2013-2017.

## Biografía
Natig Aliyev nació el 23 de noviembre de 1947 en Bakú. En 1970 se graduó de la Universidad Estatal del petróleo e industria de Azerbaiyán. Obtuvo su doctorado en ciencias geología y mineralogía. 
Comenzó a trabajar en la empresa estatal “Xəzərdənizneft” en 1970. En 1989-1991 se desempeñó como director del departamento de asuntos económico y sociales. En 1993 Heydər Əliyev lo nombró presidente de la Compañía Estatal Petrolífera de la República de Azerbaiyán. 
Natig Aliyev fue president del Comité Estatal de Desarrollo del complejo Azeri-Chirag-Guneshli y del  consejo de administración  del Oleoducto Bakú-Tiflis-Ceyhan. Fue autor de más de 100 publicaciones científicas, artículos y libros. En 2008 fue elegido miembro de la Academia Internacional de Ingeniería de Moscú. El 22 de octubre de 2013 se nombró Ministro de Energía de la República de Azerbaiyán.
Natig Aliyev murió el 9 de junio de 2017 en Estambul y fue enterrado en el Segundo Callejón de Honor de Bakú.

## Premios y títulos
- Orden Shohrat (2004)
- Legión de Honor